# Narodni muzej Finske
Narodni muzej Finske (finsko Suomen kansallismuseo, švedsko Finlands Nationalmuseum) je muzej v Helsinkih, ki skozi predmete in kulturno zgodovino predstavlja finsko zgodovino od kamene dobe do danes. Finska nacionalna stavba v romantičnem slogu stoji na naslovu Mannerheimintie 34 v središču Helsinkov in je del Finske agencije za dediščino (do leta 2018 Državni odbor za starine) (finsko Museovirasto, švedsko Museiverket), pod Ministrstvom za kulturo in izobraževanje.

## Stavba
Stavbo Narodnega muzeja je zasnovalo arhitekturno podjetje Gesellius, Lindgren, Saarinen. Videz stavbe odseva finske srednjeveške cerkve in gradove. Arhitektura pripada narodni romantiki, notranjščina pa pretežno art nouveau. Muzej je bil zgrajen od leta 1905 do 1910 in odprt za javnost leta 1916. Muzej se je po osamosvojitvi Finske leta 1917 imenoval Finski narodni muzej. Po zadnji temeljiti prenovi je bil muzej ponovno odprt julija 2000.
- Kip medveda Emila Wikströma, 1910
- Stolp
- Druga stran stavbe
- Majhna kupola
- Še en stolpič z živalskimi reliefi
- Vhodna vrata
- Zadnja vrata

Strop muzejske vhodne avle ima stropne freske na temo nacionalnega epa Kalevala, ki jih je naslikal Akseli Gallén-Kallela, ki si jih je mogoče ogledati brez vstopnine. Freske, naslikane leta 1928, temeljijo na freskah, ki jih je naslikal Gallén-Kallela v finskem paviljonu svetovne razstave v Parizu leta 1900.
- Vhodna avla
- Kovanje Sampo
- Ilmarinen orje polje gadov
- Velika ščuka
- Obramba Sampa

## Razstave
Stalne razstave Narodnega muzeja so razdeljene na sklope. Tu so zbirke kovancev, medalj, redov in odlikovanj, srebra, nakita in orožja. Obstaja prazgodovina Finske, razvoj finske družbe in kulture od srednjega veka 12. stoletja do zgodnjega 20. stoletja prek obdobja Švedskega kraljestva do dobe Ruskega imperija ter finska ljudska kultura v 18. in 19. stoletju z življenjem na podeželju pred industrializacijo med drugimi razstavami.
Zbirke so vključevale tudi artefakte Mesa Verde iz pečinskih bivališč v Koloradu. Te je muzeju podaril finski švedski raziskovalec Gustaf Nordenskiöld. Vključevale so najobsežnejšo zbirko predmetov Mesa Verde zunaj Združenih držav in eno največjih zbirk avtohtonih ameriških staroselcev zunaj ameriških celin. Leta 2019 je bilo sklenjeno, da se del artefaktov vrne predstavnikom domorodnih prebivalcev Združenih držav Amerike, pri čemer se je strinjalo, da se ohrani in razstavi okoli 600 predmetov.

## Eksplozija plina v srebrni sobi
23. januarja 2006 je v Narodnem muzeju v Srebrni sobi prišlo do eksplozije, ki jo je povzročilo uhajanje metana v omaro za metle iz drenaže skozi posušen talni odtok, ki ga je prižgala iskra iz električne omarice v čistilni omari. Obstajala sta dva možna vira metana; puščanje iz plinske cevi pod bližnjo ulico Museokatu ali plin, ki se je sam razvil v kanalizaciji. Kasneje je policijska preiskava ugotovila, da je vzrok puščanje plinske cevi. Eksplozija je poškodovala večino vitrin in 49 kosov od več kot 200 srebrnih predmetov v muzejski Srebrni sobi, vendar večino le lažje. Nihče ni bil poškodovan. Vsi objekti so bili še istega leta uspešno sanirani. Srebrna soba je bila ponovno odprta za javnost v začetku leta 2007.

## Galerija
- Poslikano steklo
- Finska zbirka kamene dobe
- Finska zbirka bronaste ali železne dobe
- Srednjeveška finska krščanska umetnost
- Zbirka oklepov in orožja
- Zbirka orožja (in zadaj srebrnine)
- Suontaka meč
- Namizni pribor
- Različni predmeti
- Obleka Eura, Matrone Eura
- Perniö obleka
- Veliko pohištvo in slike
- Sedež Aleksandra I., ki se je uporabljal na zboru v Porvou, prvotno naročil Pavel I. v Sankt Peterburgu leta 1797
- Muzejska trgovina in salon